# Che Guevara
Ernesto Guevara (14. června 1928, Rosario, Argentina – 9. října 1967, La Higuera, Bolívie), běžně přezdívaný Che Guevara nebo el Che, byl kubánsko-argentinský marxistický revolucionář, lékař, spisovatel, vůdce partyzánů, diplomat, vojenský teoretik. Šlo o významnou postavu kubánské revoluce, jeho stylizovaná vizáž se stala všudypřítomným kontrakulturním symbolem vzpoury a globálním znakem populární kultury.
Jako mladý student medicíny Guevara cestoval po Jižní Americe a byl zradikalizován chudobou, hladem a nemocemi, kterých byl svědkem. Jeho rostoucí touha pomoci zvrátit to, co shledal jako kapitalistické vykořisťování Latinské Ameriky Spojenými státy, podnítila jeho zapojení do guatemalských sociálních reforem za prezidenta Jacoba Árbenze, jehož případné svržení za pomoci CIA na příkaz United Fruit Company upevnilo Guevarovu politickou ideologii. Později se v Mexico City Guevara setkal s Raúlem a Fidelem Castrem, připojil se k jejich Hnutí 26. července a odplul na Kubu na palubě jachty Granma s úmyslem svrhnout kubánského diktátora Fulgencia Batistu podporovaného Spojenými státy. Guevara se brzy prosadil mezi povstalci, byl povýšen na druhého nejvyššího velitele a sehrál klíčovou roli ve dvouleté partyzánské kampani, která Batistovu vládu svrhla.
Po kubánské revoluci zastával Guevara v nové vládě řadu klíčových rolí. Mezi ně patřilo přezkoumání odvolání a popravčí čety pro ty, kteří byli odsouzeni jako váleční zločinci během revolučních tribunálů, zavedení agrární pozemkové reformy jako ministr průmyslu, pomoc při vedení úspěšné celonárodní kampaně zaměřené na gramotnost, sloužil jako prezident národní banky a instruktor kubánských ozbrojených sil a procházel světem jako diplomat jménem kubánského socialismu. Takové pozice mu také umožnily hrát ústřední roli při výcviku sil milicí, které odrazily invazi v Zátoce sviní, a při převozu sovětských jaderných balistických střel na Kubu, což předcházelo kubánské raketové krizi v roce 1962. Kromě toho byl Guevara plodným spisovatelem a pisatelem deníků, který sestavil klíčovou příručku o partyzánské válce spolu s nejprodávanějšími memoáry o své mladické kontinentální cestě na motocyklu. Jeho zkušenosti a studium marxismu-leninismu jej vedlo k přesvědčení, že zaostalost a závislost třetího světa byla přirozeným výsledkem imperialismu, neokolonialismu a monopolního kapitalismu, přičemž jediným lékem byl proletářský internacionalismus a světová revoluce. Guevara opustil Kubu v roce 1965, aby podnítil kontinentální revoluce v Africe i Jižní Americe, nejprve neúspěšně v Kongu-Kinshase a později v Bolívii, kde byl zajat bolivijskými silami za pomoci CIA a popraven.
Guevara zůstává uctívanou i hanobenou historickou postavou, polarizovanou v kolektivní představivosti v množství biografií, memoárů, esejí, dokumentů, písní a filmů. V důsledku jeho vnímaného mučednictví, poetických invokací k třídnímu boji a touhy vytvořit vědomí „nového člověka“ poháněného spíše morálními než materiálními pobídkami se Guevara vyvinul v typickou ikonu různých levicových hnutí. Naproti tomu jeho ideologičtí kritici z pravice ho obviňují z propagace autoritářství a schvalování násilí vůči jeho politickým oponentům. Navzdory neshodám ohledně jeho odkazu ho časopis Time označil za jednoho ze 100 nejvlivnějších lidí 20. století, zatímco jeho fotografie Alberta Kordy s názvem Guerrillero Heroico byla citována Maryland Institute College of Art jako „nejslavnější fotografie na světě“.

## Mládí
Ernesto Guevara se narodil Ernestu Guevarovi Lynchovi a Celii de la Serna y Llosa dne 14. června 1928 v Rosario v Argentině. Ačkoli zákonné jméno v jeho rodném listě bylo „Ernesto Guevara“, jeho jméno se někdy objevuje s doprovázejícími „de la Serna“ a/nebo „Lynch“. Byl nejstarším z pěti dětí v argentinské rodině z vyšší třídy, která měla španělský (tj. baskický a kantabrijský) a irský původ.
Ze zdravotního důvodu, kterým bylo těžké astma, nechodil do běžné školy. Učila ho jeho matka a pěstovala v něm lásku ke knihám. Byla to ona, která v něm probudila náklonnost ke komunismu a levici prostřednictvím knih Marxe a Engelse.[zdroj?]
Dětství bez školního kolektivu se odrazilo v jeho uzavřenosti a introverzi. Rodinné zázemí jeho raného dětství nemělo daleko k ideálnímu: rodinu neprovázely žádné konflikty či rozepře. Na střední školu nastoupil v roce 1941, o studium projevoval malý zájem, více ho zajímal tělocvik. Hrál ragby, kde se projevily jeho vůdcovské sklony a taky odhodlání a cílevědomost. Ve studiu samotném byl však nadprůměrným. Lékařskou fakultu studoval na Univerzitě v Buenos Aires a v červenci 1953 ji dokončil bez větších problémů.[zdroj?]
V roce 1954 Guevara odcestoval do Mexika. Tam Guevara prvotně pracoval jako fotograf. Současně s touto profesí Guevara nastoupil jako lékař v Mexické všeobecné nemocnici. Při nástupu se Guevara seznámil s doktorem Mariem Salazarem Mallénem, který přijal Guevaru jako svého internistu na alergologickém oddělení. Tehdejší Guevarův kolega Baltazar Rodríguez Hernández popsal Guevaru jako: „mladého muže v hnědém formálním obleku“. Guevara po poskytnutí záznámů o pacientech oddělení dle kubánsko-mexického spisovatele Paca Ignacia Taiba sdělil svým kolegům: „Naštěstí jsem jsem dostal jídlo a domov ve všeobecné nemocnici a snad mi do nostalgických prstů padnou ztracené mince. Obvykle je utrácím jako opilec za melounový džus.“
Do Castrových jednotek narukoval právě jako lékař, brzy se však vypracoval až na Castrovu pravou ruku. Castro, který původně neměl ke komunismu vztah, se pod působením svého přítele Guevary postupně stal radikálním marxistou.
Slovo che je rozšířeno v Argentině a Bolívii a používá se jako oslovení, případně jako ekvivalent zvolání „hej“ nebo „hele“. Guevara si svou přezdívku získal právě pro časté používání zmíněného slova, které jeho kubánským soudruhům muselo připadat jako pozoruhodný prvek jeho mluvy.

## Motocyklové cesty po Jižní Americe
Ernesto byl velkým čtenářem a diskutérem, a přesto, že měl jisté politické povědomí, stranil se zapojení do politiky až do věku hodně nad 20 let. V roce 1944 se Guevarova rodina přestěhovala do Buenos Aires. Měli vážné finanční problémy. V roce 1946 ukončil svá středoškolská studia a začal pracovat. Současně se přihlásil na lékařskou fakultu. V prvních letech studia procestoval severní a západní Argentinu, kde v tamních vesnicích studoval lepru a tropické nemoci. V posledním roce studia se Che vydal napříč Latinskou Amerikou na starém motocyklu. Na cestě ho doprovázel Alberto Granado. Jeho deníky a dopisy postupně odhalují, jak si stále více uvědomoval nespravedlnost, chudobu a útlak, které měl šanci na cestách poznat.
Che z těchto toulek napsal knihu Motocyklové deníky. V úvodu vzpomíná na svého syna Ernestův otec Ernesto Guevara Lynch. A kromě jiného také říká, proč se jeho syn osmělil jako mladík na tak dobrodružné putování: Potřeboval do hloubky poznat potřeby chudých národů a věděl, že aby je poznal, musí k nim najít cestu ne jako obyčejný turista, nýbrž tak jak to udělal on. Na své pouti se často zastavoval ne proto, aby si vyfotil krajinu nebo prošel zajímavosti, ale aby nechal do sebe proniknout lidskou bídu přítomnou v každém záhybu cesty, kterou se rozhodl jít, a aby vypátral příčinu této bídy. Cestoval jako badatel společnosti, který jde a pátrá a také co možná ulevuje lidské bolesti.

## Guatemala a první svatba

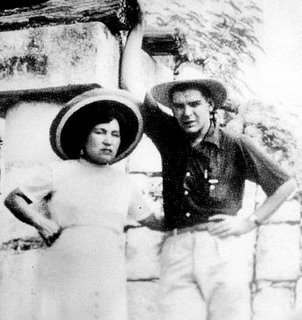
Svatební cesta: Che Guevara s manželkou Hildou na mexickém Yucatánu

V tomto období hodně četl, zejména Lenina, Marxe, Engelse či Stalina. Guevara na medicíně promoval v březnu 1953 a rozhodl se pro práci v kolonii nemocných leprou ve Venezuele. Na cestě do Venezuely se v hlavním městě Peru potkal s Ricardem Rojem, právníkem, který vnesl do jeho života nový náhled. Che změnil svůj plán jet do Venezuely a místo toho odjel s Ricardem do Guatemaly. Zde se včlenil do levicového hnutí a aktivně podporoval vládu demokraticky zvoleného prezidenta Árbenze. Zde se také seznámil se svojí první manželkou, peruánskou ekonomkou Hildou Gadeou. Poté, co prezident Árbenz nakoupil zbraně od komunistického Československa (mj. značky Škoda), došlo v Guatemale k invazi jednotek podporovaných USA a sesazení Árbenze. Che Guevara, již tehdy aktivní v komunistické mládeži, byl nucen se uchýlit do ochrany argentinské ambasády a později uprchnout do Mexika.

## Mexiko a seznámení s Fidelem Castrem

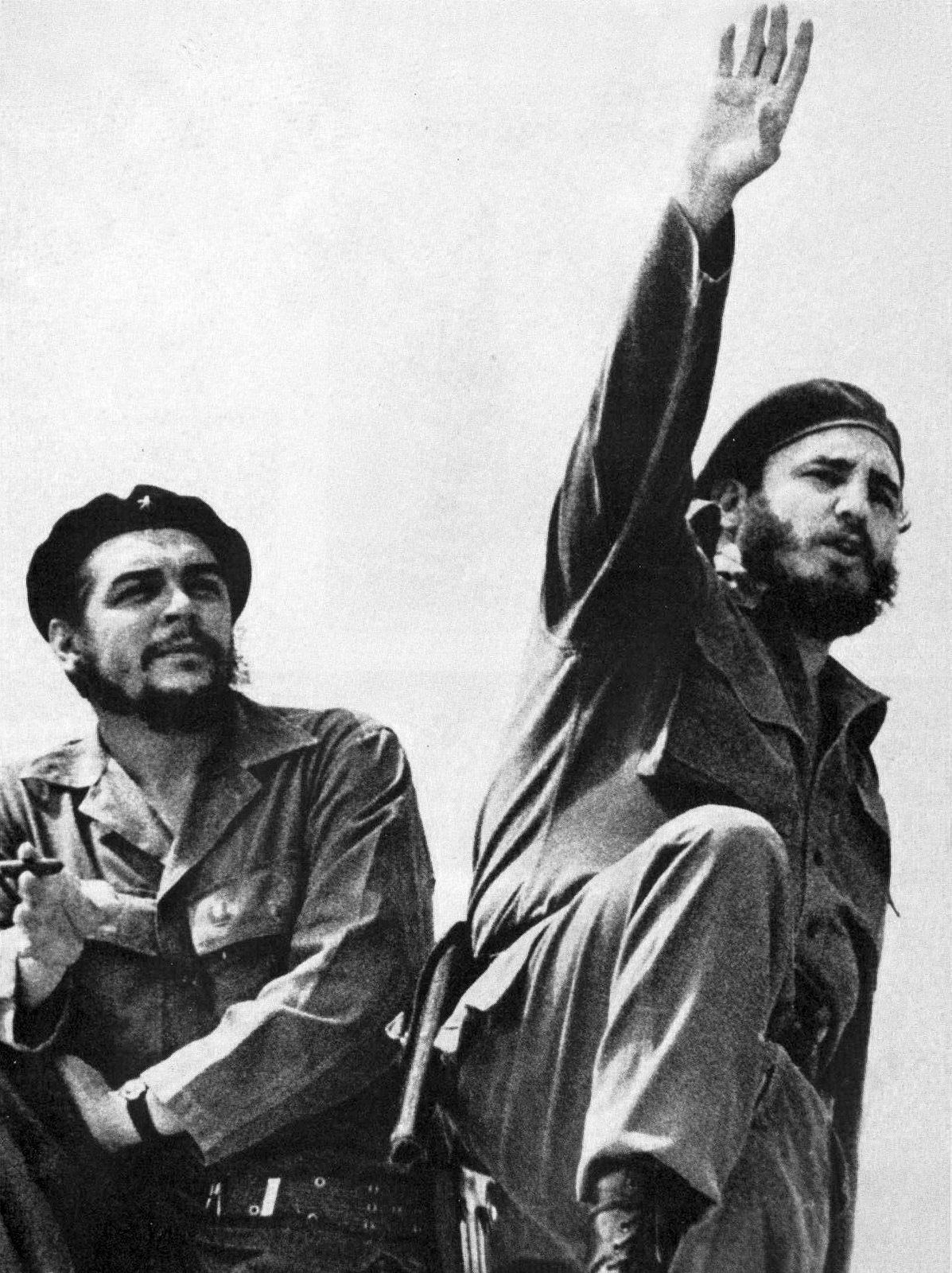
Che Guevara a Fidel Castro (1961), autor: Alberto Korda

V Mexiku se seznámil s Fidelem Castrem, který zde cvičil malou skupinu bojovníků pro vpád na Kubu a připojil se k jeho hnutí 26. července. V prosinci 1956 byl mezi revolucionáři, kteří se pod Castrovým velením vylodili na Kubě na lodi Granma s úmyslem svrhnout diktátora Fulgencia Batistu. Z Guevary se brzy stal prominent, hrající klíčovou roli v dva roky trvající guerilové válce, která nakonec vedla k Batistově pádu.
Che Guevarovi osobně je z této doby připisováno 216 zdokumentovaných obětí mezi roky 1957 až 1959.

## Kuba – mistr popravčí, bankéř a ministr průmyslu
Guevara obdržel kubánské občanství a začal působit na různých postech v nové Castrově vládě.
Krátce po revoluci se nejdříve angažoval v masových popravách v havanské pevnosti La Cabaña. V této souvislosti je známý i jeho výrok: „Musíme zde říci to, co je známá pravda, kterou jsme vždy vyjadřovali světu: stříleli jsme, střílíme a budeme střílet, dokud to bude nutné.“ („Nosotros tenemos que decir aquí lo que es una verdad conocida, que la hemos expresado siempre ante el mundo: fusilamientos, sí, hemos fusilado, fusilamos y seguiremos fusilando mientras sea necesario.“) pronesený při projevu v OSN v New Yorku.
Později se stal prezidentem kubánské národní banky a od roku 1961 řídil také ministerstvo průmyslu, během něhož se snažil dál propagovat svou vizi spravedlivé beztřídní společnosti. V této funkci byl zastáncem tvrdé centralizace a rozpočtového financování ekonomiky (v době výkonu této funkce mu poradce dělal i československý ekonom Valtr Komárek). Byl jedním z hlavních nositelů koncepce morálních, nikoliv finančních pracovních stimulů (tedy pracovat pro „potěšení“ z práce, nikoliv pro peníze), která způsobila značné potíže místní ekonomice. Za své působení byl kritizován již krátce po odchodu do Afriky i od svých současníků, včetně prezidenta Dorticóse v roce 1966.

## Kongo a Bolívie, guerilová dobrodružství v zahraničí

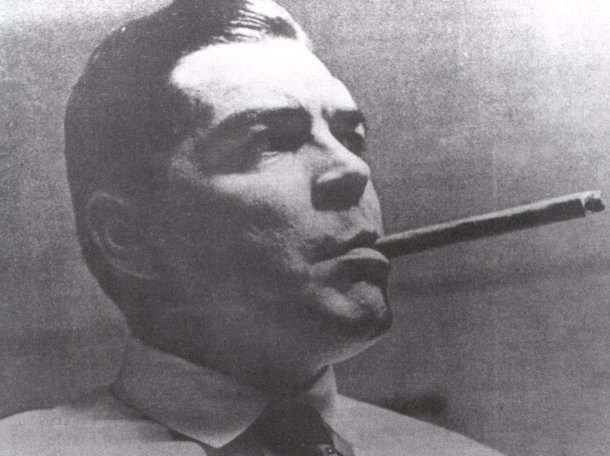
Che Guevara jako obchodník Adolfo Mena Gonzáles (1966)

Na Valném shromáždění OSN 11. prosince 1964 pronesl Guevara projev v němž ostře kritizoval OSN a politiku Spojených států. Vymezil se i proti politice Sovětského svazu. Po skončení zasedání odcestoval 17. prosince do Paříže. Odtud odletěl na návštěvu Čínské lidové republiky. Navštívil též Severní Koreu, Alžírsko a 7 dalších afrických států. Několik dnů strávil i v Praze, kde pobýval tajně v hotelu Solidarita ve Strašnicích. Do Havany se vrátil 14. března 1965. Koncem dubna 1965 přicestoval tajně do Republiky Kongo (Kinshasa). Zde se společně s více než stovkou Afro–kubánských spolubojovníků pokoušel zahájit novou revoluci. Připojili se k místním povstalcům, jímž velel Laurent–Désiré Kabila. V pralesích na východě země s nimi bojovali proti vládním vojskům. Mise skončila neúspěchem a 20. listopadu 1965 Guevara ustoupil se zbytkem Kubánců do sousední Tanzanie. Několik týdnů se skrýval v rezidenci kubánské ambasády v Dar es Salaamu. Od března do července 1966 pobýval tajně v Československu v obci Ládví v Lomené ulici. Na Kubu se vrátil 21. července, aby se setkal s Fidelem Castrem a svojí manželkou.  Kvůli rozporům s Castrem a představiteli Sovětského svazu opustil Che Guevara Kubu, aby pokračoval v šíření revoluce v Bolívii. Do La Pazu přiletěl 3. listopadu 1966 pod falešným jménem jako uruguayský obchodník Adolfo Mena Gonzáles.
V Bolívii byl zajat 8. října 1967 při vojenské operaci bolivijské armády, podporované americkou CIA. Podle svědků se tak stalo po udání některého z indiánských vesničanů, kteří jim nosili jídlo. Některým členům Che Guevarovy partyzánské jednotky se následně podařilo uprchnout, i díky pomoci tehdejšího československého diplomata Stanislava Svobody.

## Smrt

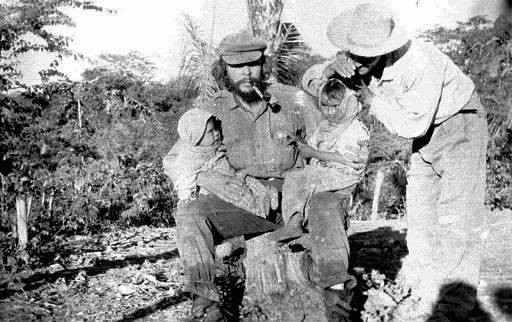
Guevara na venkově v Bolívii, nedlouho před smrtí (1967)

Bolivijský prezident René Barrientos nařídil 9. října 1967 Guevarovu popravu. Poprava byla provedena v málo přístupné vesničce La Higuera tak, aby rány vypadaly jako rány z boje. Samotný rozkaz byl proveden bolivijským vojákem Mario Teránem. Pohřben byl tajně do hromadného hrobu poblíž přistávací dráhy v bolivijském městě Vallegrande.
Po své smrti se Che stal jako představitel guerillového boje hrdinou socialistických revolučních hnutí třetího světa. Pro levicové idealisty je i přes svou roli v masových popravách dodnes populární ikonou revolucionáře, inspiroval aktivisty po celé Latinské Americe k zasvěcení jejich životů gerilovým potyčkám. Che Guevara na rozdíl od tehdejších teorií panujících v komunistické Evropě hlásal ozbrojený boj. Jeho ideály (stvoření beztřídní společnosti, vývoz revoluce z Kuby do Latinské Ameriky a Afriky, sesazení USA z pozice světové velmoci…) se mu však nepodařilo realizovat.
Koncem roku 1995 vysloužilý bolivijský generál Mario Vargas prozradil Jonu Lee Andersonovi, autorovi knihy Che Guevara: Revoluční život, že Guevara je pohřben poblíž přistávací dráhy ve Vallegrande. Výsledkem bylo mnohonárodní pátrání po ostatcích, které trvalo více než rok. V červenci 1997 tým kubánských geologů a argentinských forenzních antropologů objevil ve dvou masových hrobech zbytky sedmi těl, včetně jednoho muže bez rukou. Bolivijští vládní úředníci s ministerstvem vnitra později identifikovali tělo jako Guevarovo, protože vykopaný chrup „dokonale odpovídal“ sádrové formě Guevarových zubů vyrobených na Kubě před jeho odchodem do konžského exilu. Dne 17. října 1997 byly Guevarovy ostatky spolu s šesti jeho spolubojovníky uloženy s vojenskými poctami do speciálně postaveného mauzolea v kubánském městě Santa Clara, kde Guevara velel rozhodujícímu vojenskému vítězství kubánské revoluce.

## Vyznamenání
- velkostuha Řádu republiky – Egypt, 1959[34]
- Řád Bílého lva I. třídy – Československo, 27. října 1960 – za spolupráci při podpoře přátelských vztahů mezi oběma zeměmi[35][36]
- velkokříž Řádu Jižního kříže – Brazílie, 1961[37]
- Řád Velké revoluce 1. září in memoriam – Libye, 1990[38]
- Řád Augusta Césara Sandina in memoriam – Nikaragua, 2008

## Zajímavosti

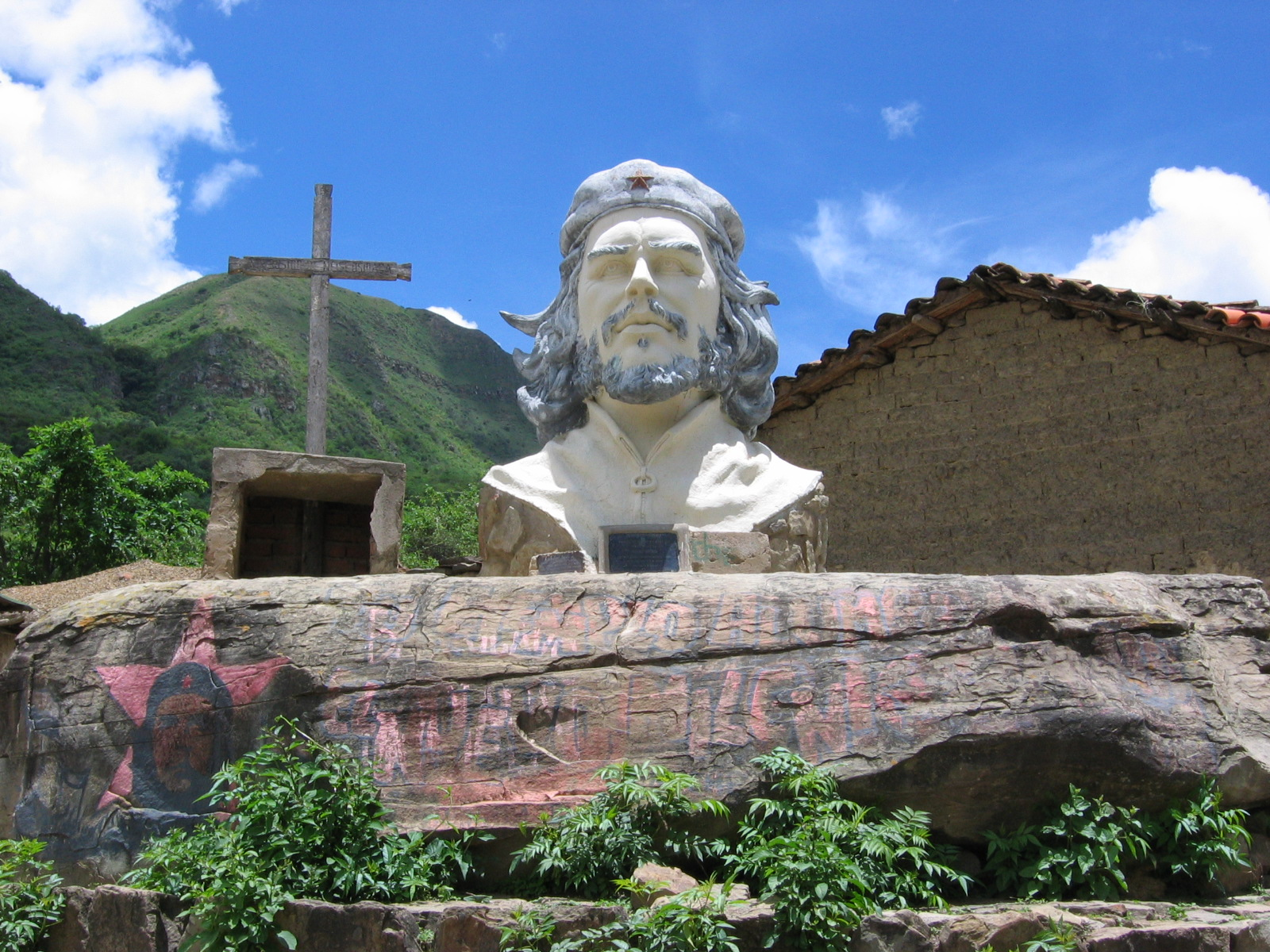
Busta Che Guevary

- Che Guevaru znal osobně i Valtr Komárek, jeden z protagonistů sametové revoluce roku 1989, v té době ředitel Prognostického ústavu ČSAV. Guevara coby ministr průmyslu si ho na Kubu vyžádal jako ekonomického poradce. Z té doby Komárek vzpomínal hlavně na jejich dlouhé a rozsáhlé debaty.[39]
- Kubánské bankovky vydávané za úřadování Guevary na postu ministra průmyslu nesly jako ministrův podpis pouze „Che“.
- Zastřelení bolivijského konzula v Hamburku Quintanilly Pereiry 1. dubna 1971 bylo považováno za akt pomsty za smrt Che Guevary. Německý vyšetřovatel kvůli vraždě nechal hledat bolivijskou aktivistku německého původu Moniku Ertlovou, ale případ byl později uzavřen bez usvědčení pachatele.
- Je podle něj pojmenován oblíbený rum s karamelovou příchutí Che Guevara